# Клина
Клина (на албански: Klinë; на сръбски: Клина) е град в Косово, административен център на община Клина, Печки окръг. Населението на града през 2011 година е 5542 души.